# Departamento de Mifi
Mifi es un departamento de la región Oeste de Camerún. En noviembre de 2005 tenía una población censada de 301 456 habitantes.
Está formado por los siguientes municipios:
- Bafoussam I 98,339
- Bafoussam II 121,282
- Bafoussam III 81,835